# Главное управление экономической безопасности и противодействия коррупции
Главное управление экономической безопасности и противодействия коррупции (аббр. ГУЭБиПК) — обеспечивает и осуществляет функции МВД по выработке и реализации государственной политики и нормативному правовому регулированию в области экономической безопасности государства, а также выполняющее иные функции в соответствии с Федеральным законодательством, Указами Президента Российской Федерации, решениями Совета Безопасности Российской Федерации в пределах компетенции определённом Положением о Главном управлении, нормативными правовыми актами МВД России.
Главное управление экономической безопасности и противодействия коррупции Министерства внутренних дел Российской Федерации (ГУЭБиПК МВД России) является структурным подразделением центрального аппарата Министерства внутренних дел Российской Федерации и является головным  оперативным подразделением в системе МВД России по организации борьбы с преступлениями экономической направленности.

## Основные функции
- определение угроз экономической безопасности государства в пределах компетенции МВД России, выработка мер по их нейтрализации;
- участие в формировании федеральных целевых программ, текущем и перспективном планировании в установленной области деятельности;
- организация выявления, предупреждения, пресечения и раскрытия наиболее опасных межрегиональных, международных экономических и налоговых преступлений в приоритетных сферах экономики, преступлений против государственной власти, интересов государственной службы и службы в органах местного самоуправления, предварительное следствие по которым обязательно;
- организация выявления, предупреждения, пресечения и раскрытия наиболее опасных экономических и налоговых преступлений, вызывающих большой общественный резонанс;
- организация профилактических и оперативно-розыскных мероприятий по защите всех форм собственности от преступных посягательств в целях обеспечения благоприятных условий для развития предпринимательства и инвестиционной деятельности;
- организация документальных проверок и ревизий в целях выявления, пресечения и раскрытия экономических и налоговых преступлений, носящих международный и межрегиональный характер;
- организация в рамках своей компетенции борьбы с легализацией денежных средств или иного имущества, полученных преступным путём;
- участие в пределах своей компетенции в организации борьбы с финансированием терроризма, экстремизма и иной противоправной деятельности[2].

## История
Днем создания подразделений экономической безопасности в составе МВД России считается 16 марта 1937 года, когда приказом НКВД СССР № 0018 в составе Главного управления рабоче-крестьянской милиции НКВД СССР был сформирован отдел по борьбе с хищениями социалистической собственности и спекуляцией (аббр. ОБХСС). Неоднократно изменялись структура и название подразделений экономической безопасности органов внутренних дел. В 2003 году в состав МВД России включены подразделения по налоговым преступлениям, сформированные на базе бывшей Федеральной службы налоговой полиции, созданной 18 марта 1992 года.
Скандальную известность ГУЭБиПК МВД РФ получило после ареста в 2014 году ряда руководителей (Сугробов Д. А., Колесников Б. Б.) и сотрудников, признанных в 2017 году Московским городским судом виновными в создании организованного преступного сообщества, многочисленных провокациях взяток, превышении должностных полномочий.